# Équipe unifiée d'Allemagne aux Jeux olympiques d'hiver de 1964
Aux Jeux olympiques d'hiver de 1964 à Innsbruck, en Autriche, l'Allemagne de l'Ouest et l'Allemagne de l'Est se présentent sous le même drapeau. De 1956 à 1964, les athlètes de l'Équipe unifiée d'Allemagne concourent sous le sigle GER. Le CIO le modifie rétroactivement en EUA (« Équipe unifiée allemande »). Cette équipe subsiste jusqu'aux Jeux olympiques d'été de 1964 à Tokyo.
La délégation allemande, formée de 96 athlètes (73 hommes et 23 femmes), remporte neuf médailles (trois d'or, trois d'argent et trois de bronze) et se classe au sixième rang du tableau des médailles.

## Médaillés
| Médaille                            | Nom                               | Discipline          | Épreuve           |
| ----------------------------------- | --------------------------------- | ------------------- | ----------------- |
| Médaille d'or, Jeux olympiques      | Manfred Schnelldorfer             | Patinage artistique | Simple hommes     |
| Médaille d'or, Jeux olympiques      | Thomas Köhler                     | Luge                | Simple hommes     |
| Médaille d'or, Jeux olympiques      | Ortrun Enderlein                  | Luge                | Simple femmes     |
| Médaille d'argent, Jeux olympiques  | Marika Kilius Hans Jürgen Bäumler | Patinage artistique | Couples           |
| Médaille d'argent, Jeux olympiques  | Klaus Bonsack                     | Luge                | Simple hommes     |
| Médaille d'argent, Jeux olympiques  | Ilse Geisler                      | Luge                | Simple femmes     |
| Médaille de bronze, Jeux olympiques | Wolfgang Bartels                  | Ski alpin           | Descente femmes   |
| Médaille de bronze, Jeux olympiques | Hans Plenk                        | Luge                | Simple hommes     |
| Médaille de bronze, Jeux olympiques | Georg Thoma                       | Combiné nordique    | Individuel hommes |